# معاملة المثليين في المقاطعة الفدرالية البرازيلية
يتمتع الاشخاص المثليون والمثليات ومزدوجو التوجه الجنسي والمتحولون جنسياً (اختصاراً: مجتمع الميم) في القطاع البرازيلي المقاطعة الفدرالية البرازيلية بالحقوق القانونية ذاتها التي يتمتع بها غيرهم من المغايرين جنسيا.

## الاعتراف القانوني بالعلاقات المثلية
في 1 كانون الأول/ديسمبر 2012، قضت محكمة السجلات العامة في المقاطعة الفدرالية البرازيلية بمنح تراخيص زواج المثليين دون تدخل القاضي، وهو حكم دخل حيز التنفيذ على الفور.

## الاعتراف القانوني والتمويل لعمليات تغيير الجنس
يعد تغيير اسم الشخص وجنسه أمرًا قانونيًا في المقاطعة الفدرالية البرازيلية.